# Ascalaphus abdominalis
Ascalaphus abdominalis är en insektsart som först beskrevs av Douglas E. Kimmins 1949.  Ascalaphus abdominalis ingår i släktet Ascalaphus och familjen fjärilsländor. Inga underarter finns listade i Catalogue of Life.